# Lista de líderes da Major League Baseball em ERA

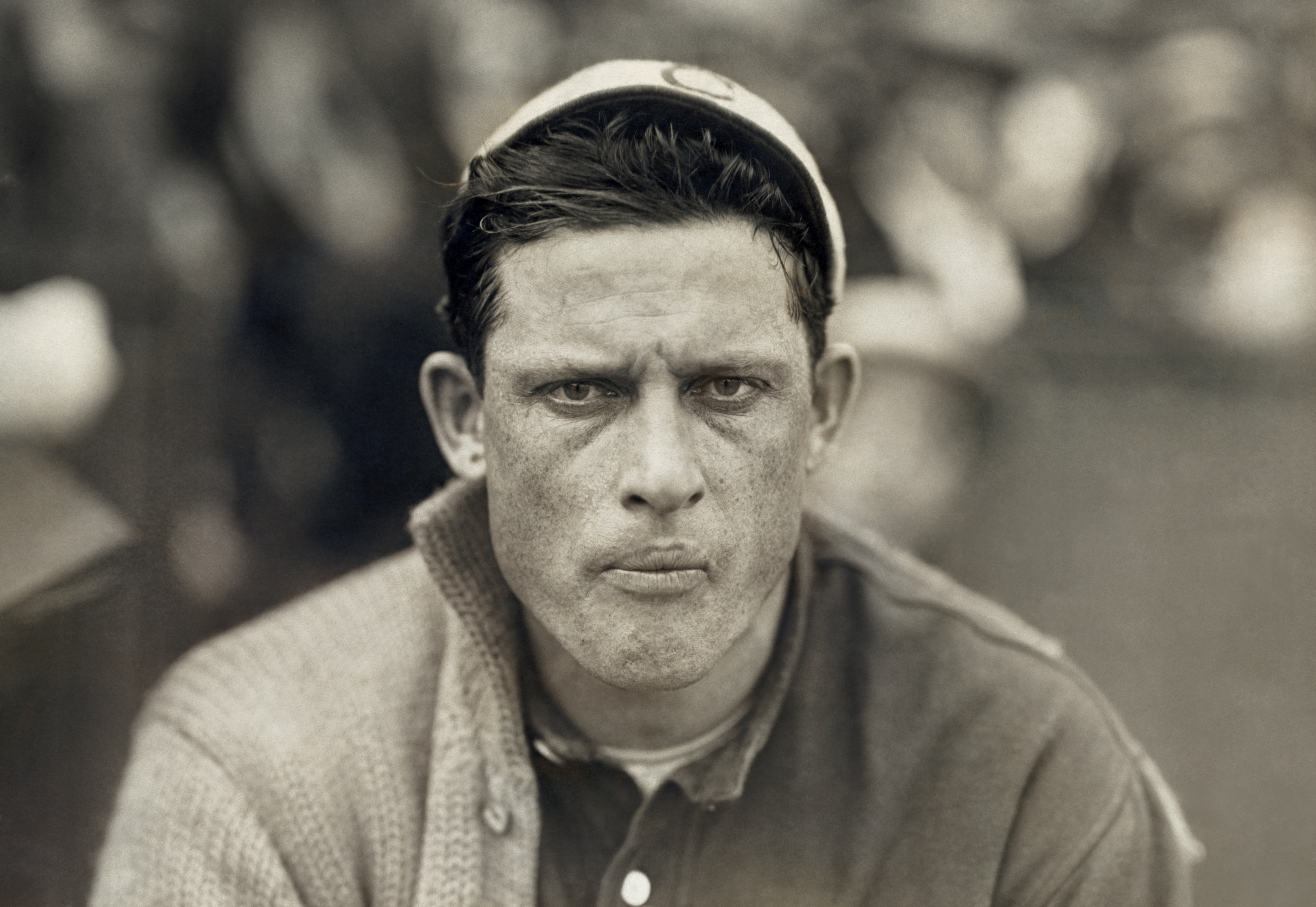
Ed Walsh, o líder de todos os tempos em média de corridas limpas.

Esta é uma lista de líderes em média de corridas limpas (em inglês ERA; earned run average) da Major League Baseball (MLB) que arremessaram ao menos em 1000  entradas. Nas estatísticas do beisebol, média de corridas limpas (ERA; earned run average) é a média de corridas limpas cedidas por um arremessador por nove entradas arremessadas.
Ed Walsh detém o recorde da MLB em ERA com 1.82. Addie Joss (1.887) e Jim Devlin (1.896) são os únicos jogadores da história das grandes ligas com 2000 ou mais entradas arremessadas e com um ERA menor que 2.000.

## Lista

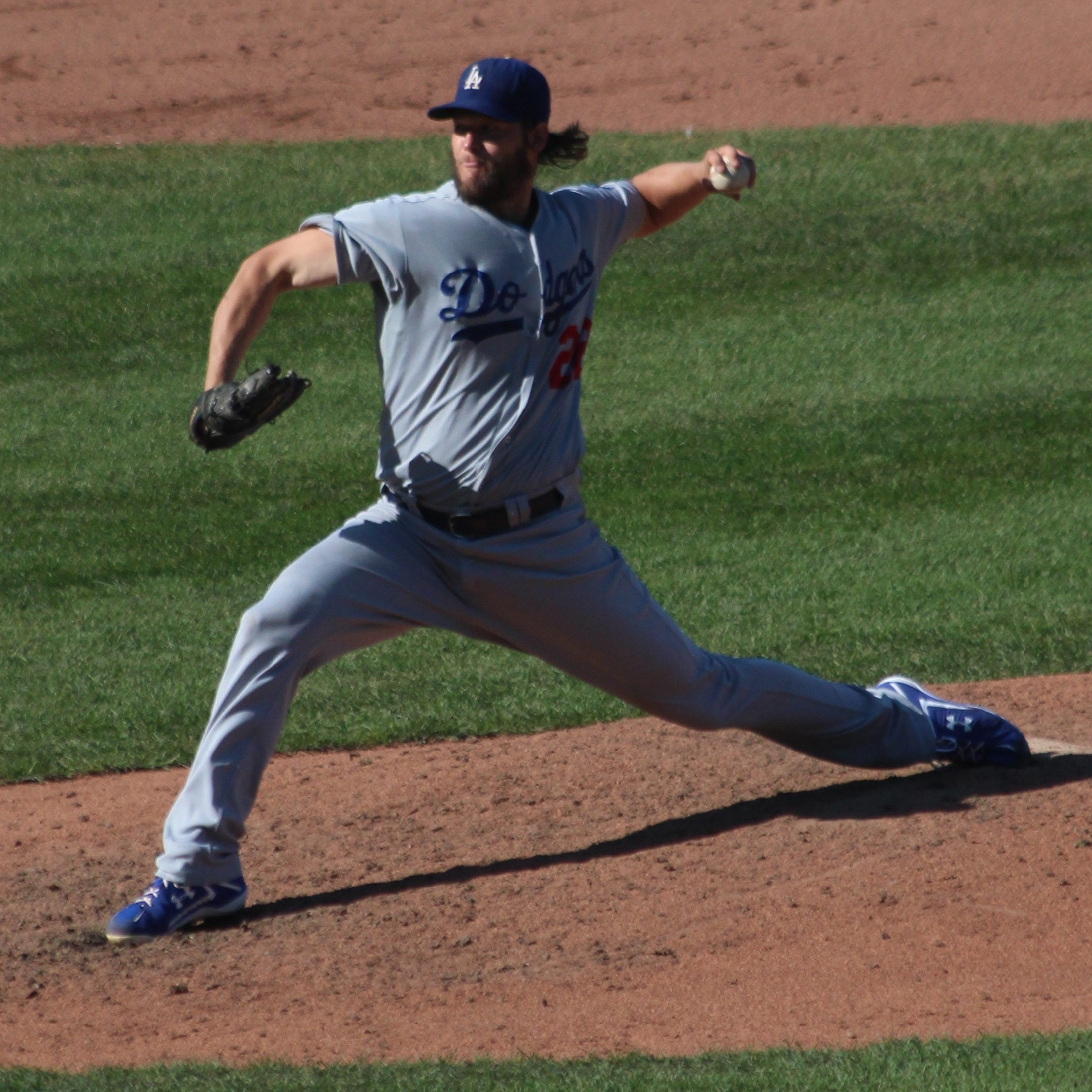
Clayton Kershaw, o líder em atividade e 29º de todos os tempos em ERA.

- Estatísticas atualizadas até o fim da temporada de 2016

| Posição | Jogador                | ERA   |
| ------- | ---------------------- | ----- |
| 1       | Ed Walsh *             | 1.816 |
| 2       | Addie Joss *           | 1.887 |
| 3       | Jim Devlin             | 1.896 |
| 4       | Jack Pfiester          | 2.024 |
| 5       | Smoky Joe Wood         | 2.033 |
| 6       | Mordecai Brown *       | 2.057 |
| 7       | John Montgomery Ward * | 2.099 |
| 8       | Christy Mathewson *    | 2.133 |
|         | Al Spalding *          | 2.133 |
| 10      | Tommy Bond             | 2.138 |
| 11      | Rube Waddell *         | 2.161 |
| 12      | Walter Johnson *       | 2.167 |
| 13      | Mariano Rivera         | 2.209 |
| 14      | Jake Weimer            | 2.231 |
| 15      | Orval Overall          | 2.233 |
| 16      | Will White             | 2.276 |
| 17      | Babe Ruth *            | 2.277 |
| 18      | Ed Reulbach            | 2.284 |
| 19      | Jim Scott              | 2.298 |
| 20      | Reb Russell            | 2.334 |
| 21      | Andy Coakley           | 2.350 |
|         | Eddie Plank *          | 2.350 |
| 23      | Larry Corcoran         | 2.355 |
| 24      | Clayton Kershaw        | 2.368 |
| 25      | Eddie Cicotte          | 2.380 |
| 26      | George McQuillan       | 2.381 |
| 27      | Ed Killian             | 2.382 |
| 28      | Doc White              | 2.391 |
| 29      | Harry Coveleski        | 2.394 |
| 30      | Carl Lundgren          | 2.417 |
| 31      | Nap Rucker             | 2.421 |
| 32      | Candy Cummings *       | 2.424 |
| 33      | Jeff Tesreau           | 2.428 |
| 34      | Joe Benz               | 2.429 |
| 35      | Jim McCormick          | 2.431 |
| 36      | George Bradley         | 2.434 |
| 37      | Terry Larkin           | 2.455 |
| 38      | Chief Bender *         | 2.455 |
| 39      | Hooks Wiltse           | 2.471 |
| 40      | Sam Leever             | 2.473 |
|         | Lefty Leifield         | 2.473 |
| 42      | Hippo Vaughn           | 2.486 |
| 43      | Bob Ewing              | 2.492 |
| 44      | Cy Morgan              | 2.509 |
| 45      | Ray Collins            | 2.513 |
| 46      | Hoyt Wilhelm *         | 2.523 |
| 47      | Lew Richie             | 2.536 |
| 48      | Noodles Hahn           | 2.546 |
| 49      | George Zettlein        | 2.547 |
| 50      | Frank Owen             | 2.552 |

| Rank | Player                       | ERA   |
| ---- | ---------------------------- | ----- |
| 51   | Grover Cleveland Alexander * | 2.560 |
| 52   | Slim Sallee                  | 2.564 |
| 53   | Deacon Phillippe             | 2.586 |
| 54   | Russ Ford                    | 2.590 |
| 55   | Frank Smith                  | 2.593 |
| 56   | Ed Siever                    | 2.598 |
| 57   | Bob Rhoads                   | 2.612 |
| 58   | Cherokee Fisher              | 2.613 |
| 59   | Fred Glade                   | 2.618 |
| 60   | Tim Keefe *                  | 2.627 |
|      | Cy Young *                   | 2.627 |
| 62   | Vic Willis *                 | 2.628 |
| 63   | Red Ames                     | 2.629 |
| 64   | Barney Pelty                 | 2.632 |
| 65   | Claude Hendrix               | 2.649 |
| 66   | Jack Taylor                  | 2.653 |
| 67   | Joe McGinnity                | 2.657 |
|      | Dick Rudolph                 | 2.657 |
| 69   | Pete Schneider               | 2.663 |
| 70   | Nick Altrock                 | 2.669 |
|      | Carl Weilman                 | 2.669 |
| 72   | Charlie Ferguson             | 2.674 |
| 73   | Charles Radbourn *           | 2.678 |
| 74   | Johnny Lush                  | 2.680 |
| 75   | Cy Falkenberg                | 2.682 |
| 76   | Jack Chesbro *               | 2.684 |
| 77   | Fred Toney                   | 2.689 |
| 78   | Bill Donovan                 | 2.690 |
| 79   | Larry Cheney                 | 2.698 |
| 80   | Vean Gregg                   | 2.701 |
| 81   | Dick McBride                 | 2.706 |
| 82   | Mickey Welch *               | 2.712 |
| 83   | Ned Garvin                   | 2.718 |
| 84   | Bob Wicker                   | 2.726 |
| 85   | Fred Goldsmith               | 2.729 |
| 86   | Nick Cullop                  | 2.733 |
| 87   | Harry Howell                 | 2.738 |
| 88   | Whitey Ford *                | 2.745 |
| 89   | Dummy Taylor                 | 2.747 |
| 90   | Howie Camnitz                | 2.749 |
|      | Roy Patterson                | 2.749 |
| 92   | Babe Adams                   | 2.755 |
| 93   | Dutch Leonard                | 2.759 |
| 94   | Dan Quisenberry              | 2.759 |
| 95   | Sandy Koufax *               | 2.761 |
| 96   | Jeff Pfeffer                 | 2.774 |
| 97   | Al Demaree                   | 2.775 |
|      | Earl Moore                   | 2.775 |
| 99   | Jack Coombs                  | 2.781 |
| 100  | Ed Karger                    | 2.787 |